# Fairview (Missouri)
Pour les articles homonymes, voir Fairview.
Fairview est une petite ville du comté de Newton dans le Missouri.
Sa population était de 383 habitants en 2010.